# Heinrich August Jäschke
Heinrich August Jäschke (17. května 1817 – 24. září 1883) byl jazykovědcem, překladatelem a misionářem Moravské církve z Hernnhutu.

## Biografie
Pocházel z rodiny německy mluvících moravských exulantů, kteří uprchli kvůli víře z novojičínské Žiliny do Německa. Byl vynikající lingvista, kromě němčiny ovládal: latinu, hebrejštinu, řečtinu, angličtinu, francouzštinu, dánštinu a švédštinu. Své deníky psal v sedmi jazycích. Dále částečně ovládal: arabštinu, perštinu, sanskrt, tibetštinu, urdštinu, hundštinu, maďarštinu a češtinu. Od roku 1856 působil jako představený misijní stanice v oblasti indicko-tibetské hranice a v Ladaku. Roku 1868 se kvůli podlomenému zdraví vrátil do Ochranova (Německo), kde ve svém jazykovědném díle pokračoval až do své smrti v roce 1883.

## Dílo
Slovníky: H. A. Jäschke zprvu vytvořil německo-tibetský slovník Handwörterbuch der tibetischen Sprache (Grandau 1871), který později přepracoval a vydal v angličtině pod názvem A Tibetan-English Dictionary with special reference to the prevailing dialects (Londýn 1881). Tento Anglicko-tibetský slovník byl vydán mnohokrát (...1965, 1980).
Bible: H. A. Jäschke byl průkopníkem v překládaní Bible do tibetštiny. Přeložil téměř celý Nový zákon, dále pak knihu Genesis a Exodus.
V začátcích mu byl jedinou pomůckou tibetsko-anglický slovník maďarského autora Sándora Kőrösiho Csomy z roku 1834.